# Panicoideae

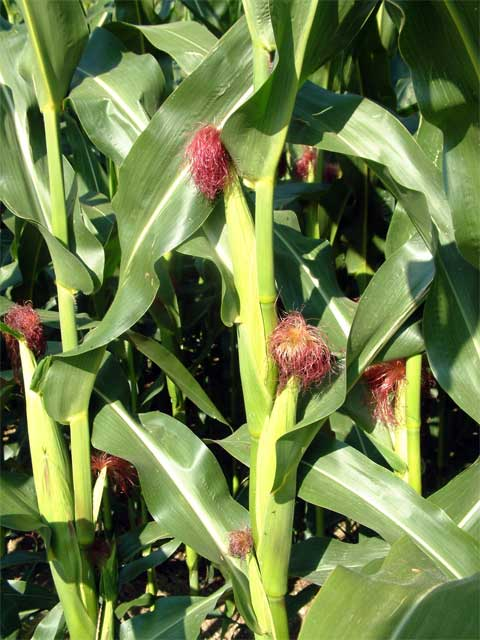
Milho (Zea mays).

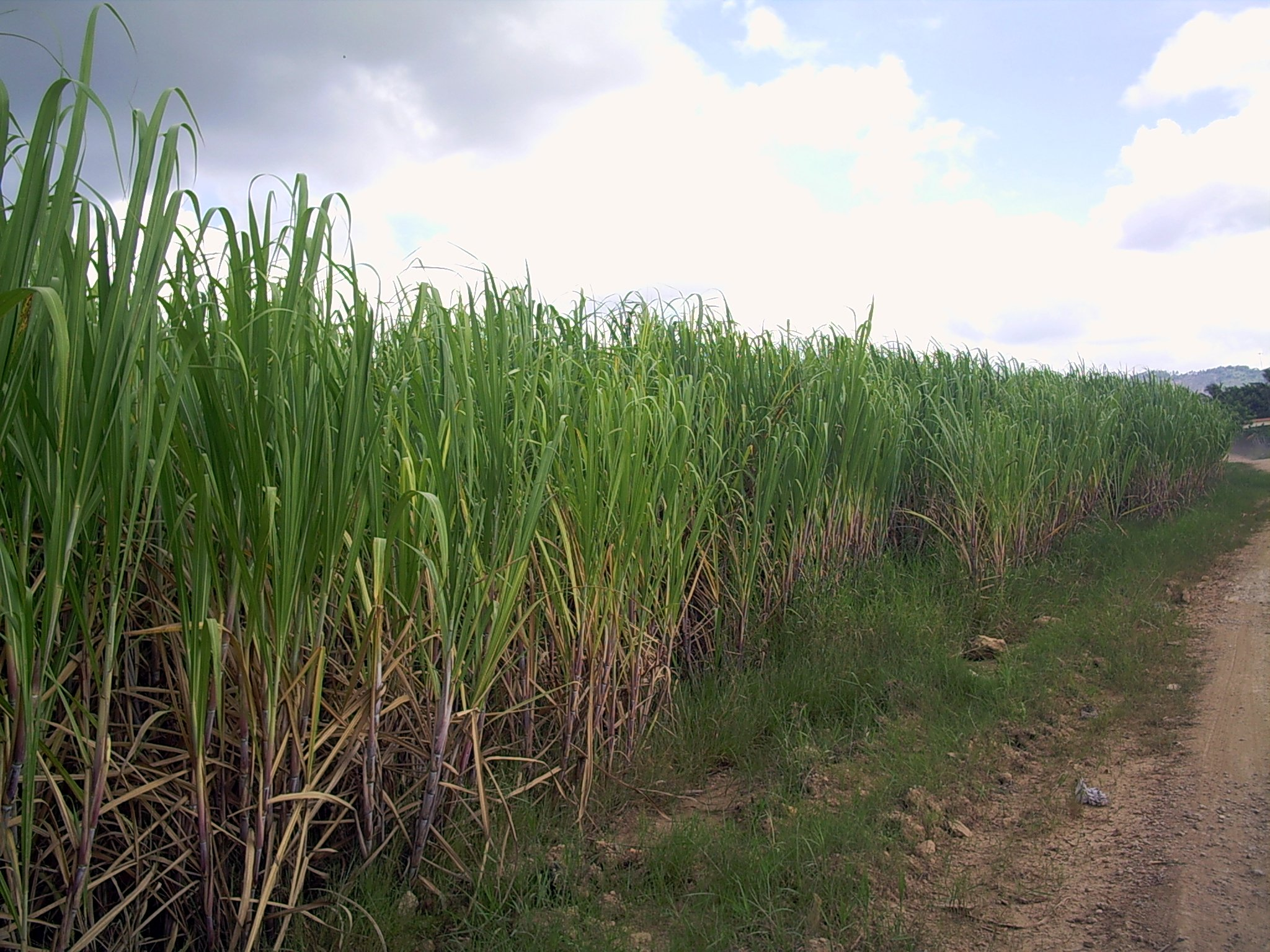
Cana-de-açúcar (Saccharum officinarum).

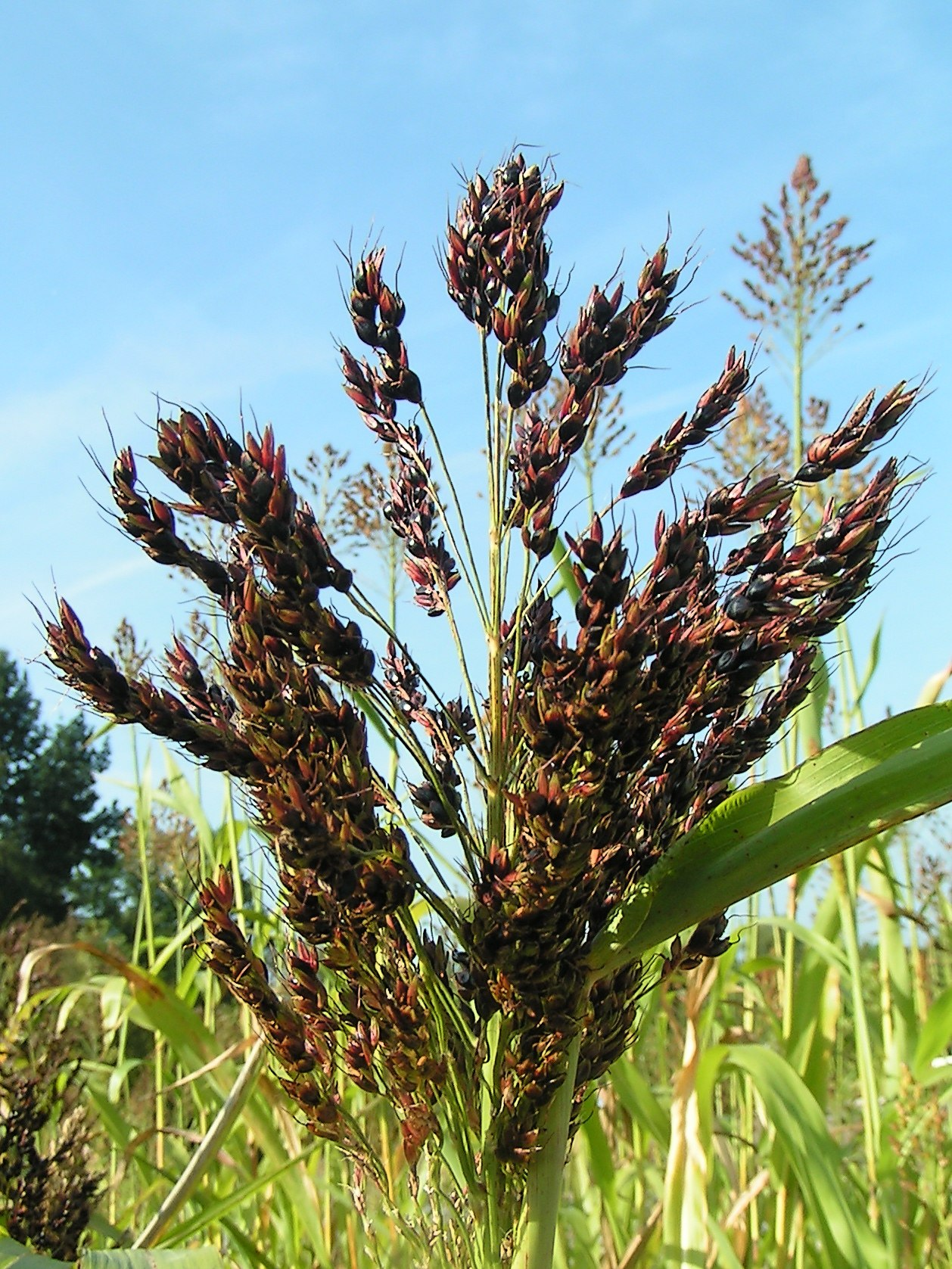
Sorgo (Sorghum bicolor).

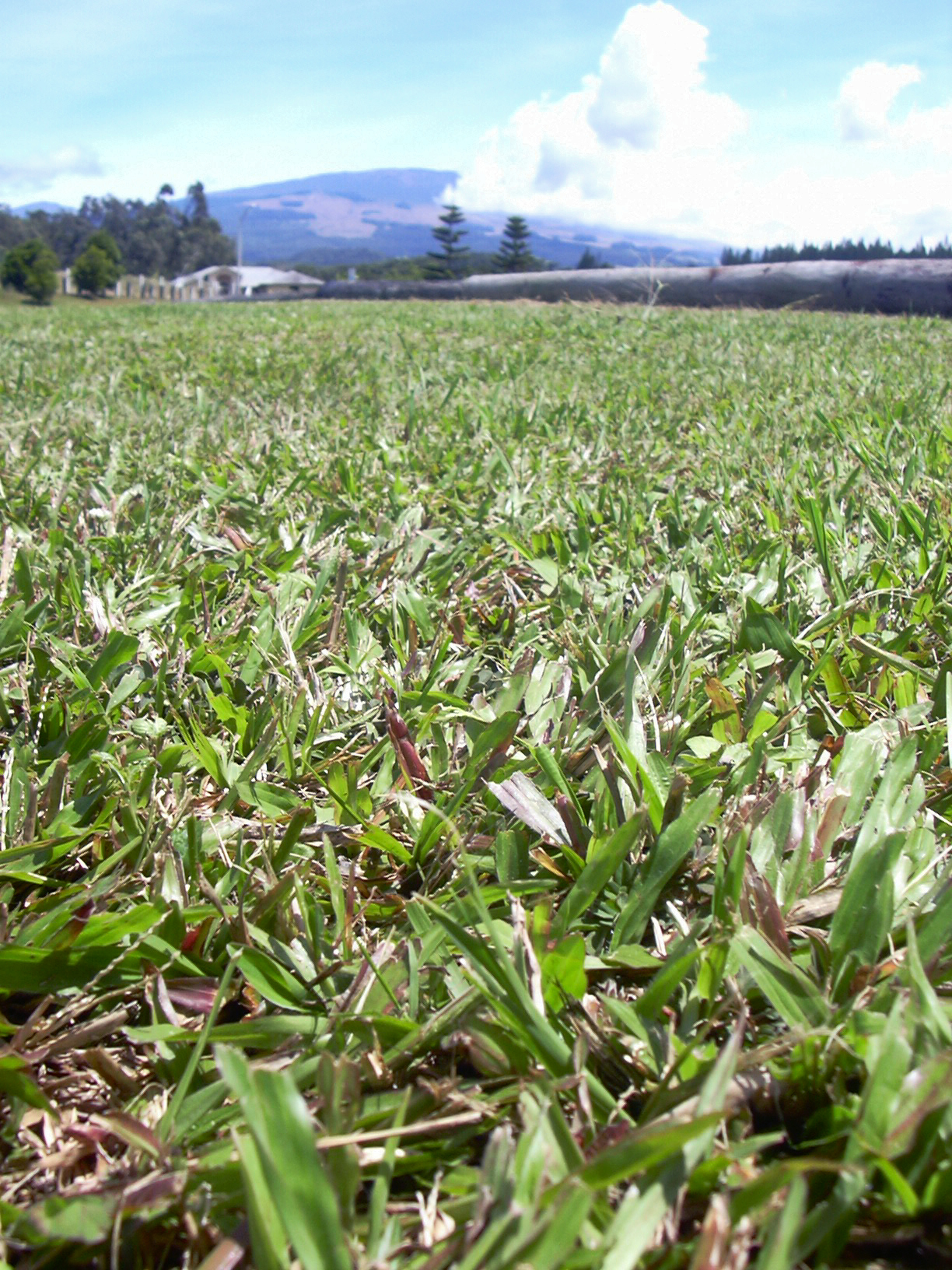
Axonopus compressus.

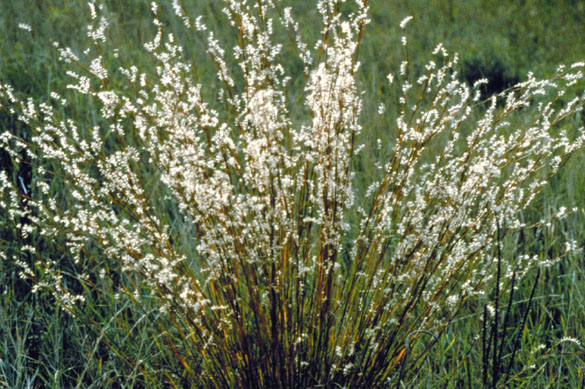
Andropogon scoparius.

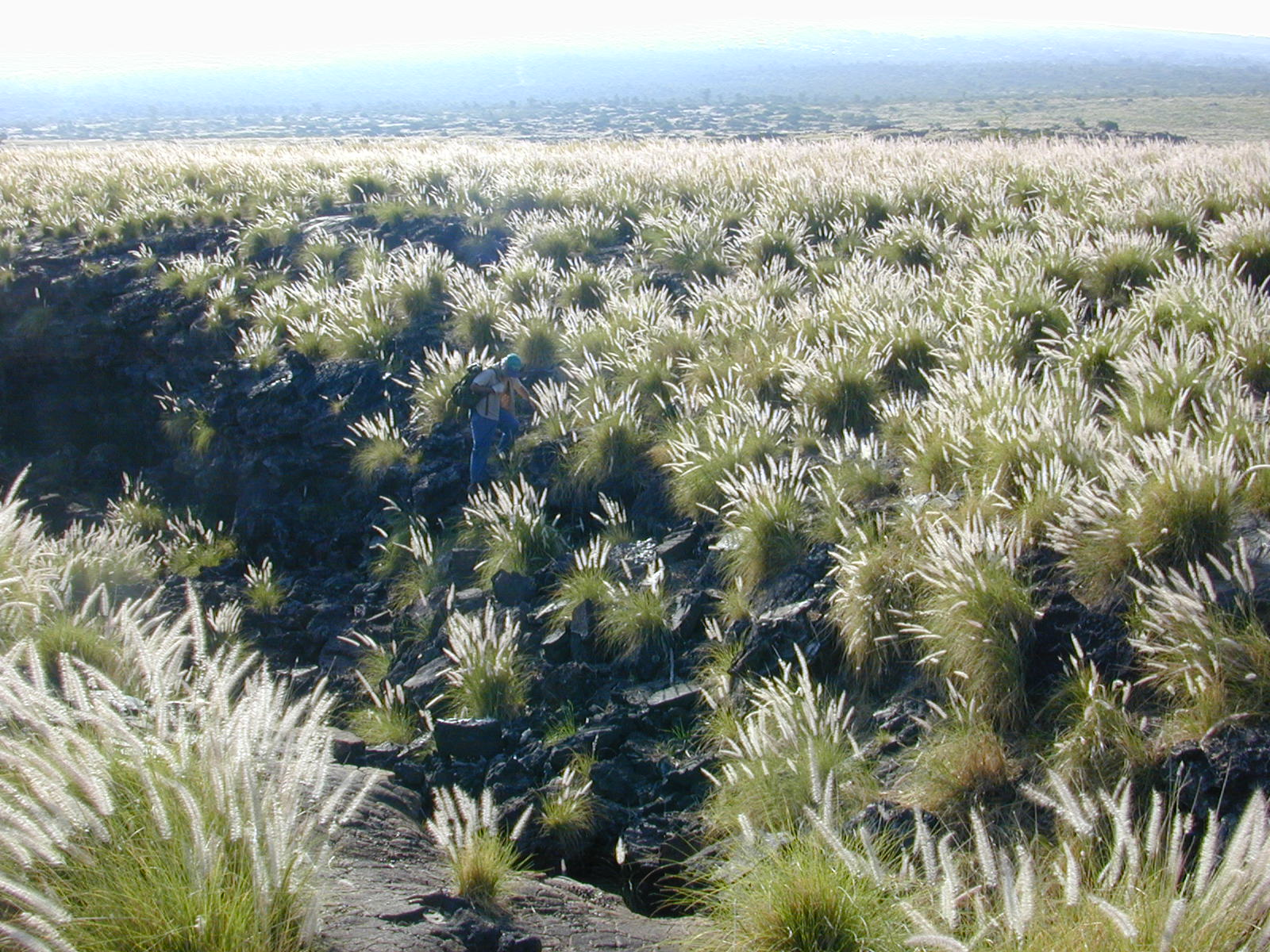
Pennisetum setaceum scoparius.

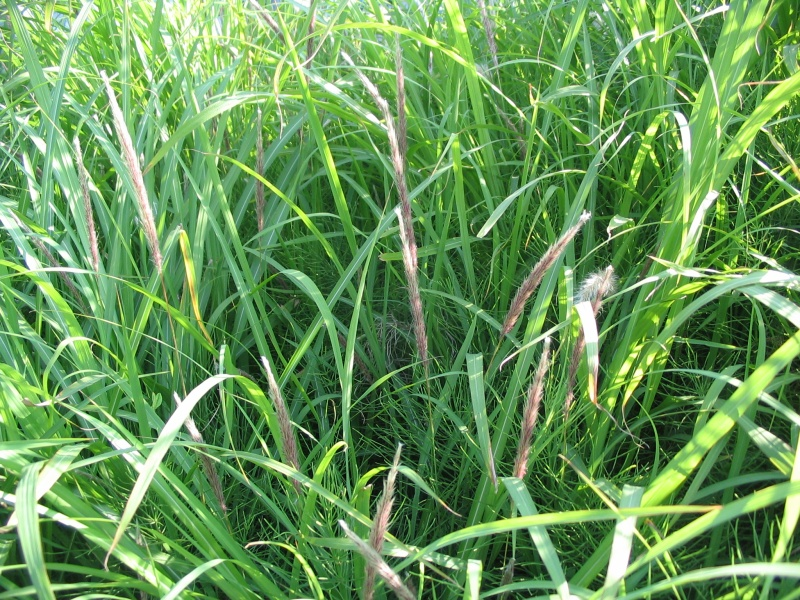
Imperata cylindrica.

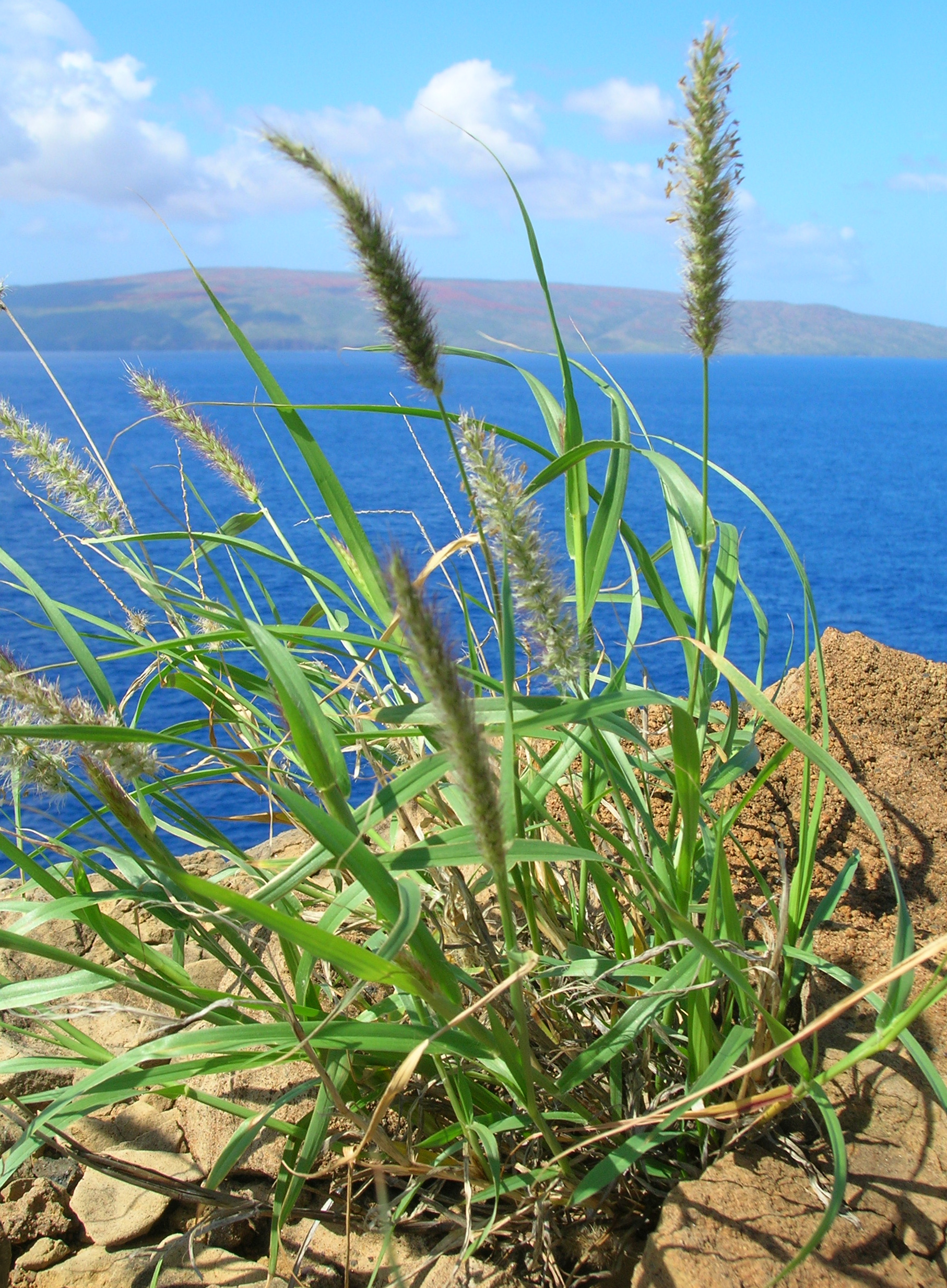
Cenchrus ciliaris.

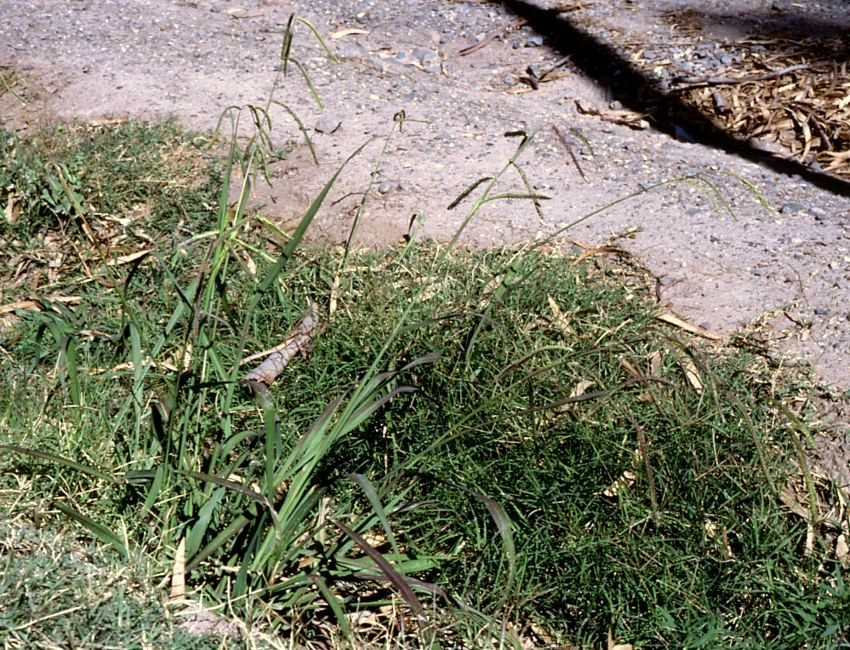
Paspalum dilatatum.

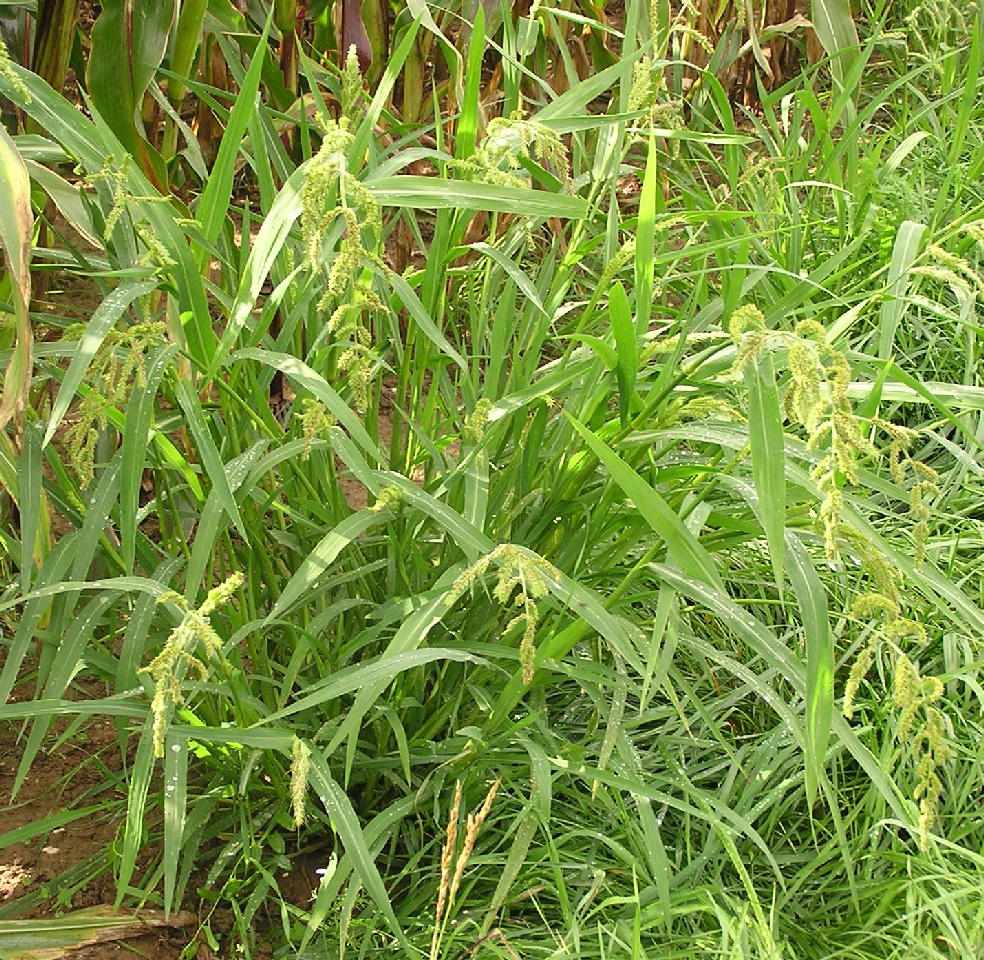
Echinochloa crus-galli.

Panicoideae Linké uma importante subfamília da família Poaceae (Gramineae).

## Sinônimos
- Andropogonaceae Martynov, Arundinellaceae (Stapf) Herter, Panicaceae Voight, Saccharaceae Martynov, Zeaceae A. Kern

## Classificação das Panicoideae

### *Referência:DELTA: L.Watson e  M.J.Dallwitz
| Grupos                   | Tribos        | Gêneros |
| ------------------------ | ------------- | --- |
| Grupo 1 : Panicodae      | Arundinelleae | Arundinella, Chandrasekharania, Danthoniopsis, Diandrostachya, Dilophotriche, Garnotia, Gilgiochloa, Isalus, Jansenella, Loudetia, Loudetiopsis, Trichopteryx, Tristachya, Zonotriche |
| Grupo 1 : Panicodae      | Isachneae     | Coelachne, Cyrtococcum, Heteranthoecia, Hubbardia, Isachne, Limnopoa, Sphaerocaryum |
| Grupo 1 : Panicodae      | Neurachneae   | Neurachne, Paraneurachne, Thyridolepis |
| Grupo 1 : Panicodae      | Paniceae      | Achlaena, Acostia, Acritochaete, Acroceras, Alexfloydia, Alloteropsis, Amphicarpum, Ancistrachne, Anthaenantiopsis, Anthenantia, Anthephora, Arthragrostis, Arthropogon, Axonopus, Baptorhachis, Beckeropsis, Boivinella, Brachiaria, Calyptochloa, Camusiella, Cenchrus, Centrochloa, Chaetium, Chaetopoa, Chamaeraphis, Chasechloa, Chloachne, Chlorocalymma, Cleistochloa, Cliffordiochloa, Commelinidium, Cymbosetaria, Cyphochlaena, Dallwatsonia, Dichanthelium, Digitaria, Digitariopsis, Dimorphochloa, Dissochondrus, Eccoptocarpha, Echinochloa, Echinolaena, Entolasia, Eriochloa, Fasciculochloa, Gerritea, Holcolemma, Homolepis, Homopholis, Hydrothauma, Hygrochloa, Hylebates, Hymenachne, Ichnanthus, Ixophorus, Lasiacis, Lecomtella, Leptocoryphium, Leptoloma, Leucophrys, Louisiella, Megaloprotachne, Melinis, Mesosetum, Microcalamus, Mildbraediochloa, Odontelytrum, Ophiochloa, Oplismenopsis, Oplismenus, Oryzidium, Otachyrium, Ottochloa, Panicum, Paratheria, Parectenium, Paspalidium, Paspalum, Pennisetum, Perulifera, Plagiantha, Plagiosetum, Poecilostachys, Pseudechinolaena, Pseudochaetochloa, Pseudoraphis, Reimarochloa, Reynaudia, Rhynchelytrum, Sacciolepis, Scutachne, Setaria, Setariopsis, Snowdenia, Spheneria, Spinifex, Steinchisma, Stenotaphrum, Stereochlaena, Streptolophus, Streptostachys, Taeniorhachis, Tarigidia, Tatianyx, Thrasya, Thrasyopsis, Thuarea, Thyridachne, Trachys, Tricholaena, Triscenia, Uranthoecium, Urochloa, Whiteochloa, Xerochloa, Yakirra, Yvesia, Zygochloa |
| Grupo 2 : Andropogonodae | Andropogoneae | *Subtribo das Andropogoninae : Agenium, Anadelphia, Andropogon, Andropterum, Apluda, Apocopis, Arthraxon, Asthenochloa, Bhidea, Bothriochloa, Capillipedium, Chrysopogon, Chumsriella, Clausospicula, Cleistachne, Cymbopogon, Dichanthium, Diectomis, Digastrium, Diheteropogon, Dimeria, Dybowskia, Eccoilopus, Elymandra, Eremopogon, Erianthus, Eriochrysis, Euclasta, Eulalia, Eulaliopsis, Exotheca, Germainia, Hemisorghum, Heteropogon, Homozeugos, Hyparrhenia, Hyperthelia, Hypogynium, Imperata, Ischaemum, Ischnochloa, Iseilema, Kerriochloa, Lasiorhachis, Leptosaccharum, Lophopogon, Microstegium, Miscanthidium, Miscanthus, Monium, Monocymbium, Narenga, Parahyparrhenia, Pleiadelphia, Pobeguinea, Pogonachne, Pogonatherum, Polliniopsis, Polytrias, Pseudanthistiria, Pseudodichanthium, Pseudopogonatherum, Pseudosorghum, Saccharum, Schizachyrium, Sclerostachya, Sehima, Sorghastrum, Sorghum, Spathia, Spodiopogon, Thelepogon, Themeda, Trachypogon, Triplopogon, Vetiveria, Ystia - Subtribo das Rottboelliinae : Chasmopodium, Coelorachis, Elionurus, Eremochloa, Glyphochloa, Hackelochloa, Hemarthria, Heteropholis, Jardinea, Lasiurus, Lepargochloa, Loxodera, Manisuris, Mnesithea, Ophiuros, Oxyrhachis, Phacelurus, Pseudovossia, Ratzeburgia, Rhytachne, Robynsiochloa, Rottboellia, Thaumastochloa, Thyrsia, Urelytrum, Vossia |
| Grupo 2 : Andropogonodae | Maydeae       | Chionachne, Coix, Euchlaena, Polytoca, Sclerachne, Trilobachne, Tripsacum, Zea |

### *Referência:GRIN Taxonomy for Plants USDA
| Tribos             | Gêneros |
| ------------------ | --- |
| Andropogoneae      | Agenium - Anadelphia - Andropogon - Andropterum - Apluda - Apocopis - Arthraxon - Asthenochloa - Bhidea - Bothriochloa - Capillipedium - Chasmopodium - Chionachne - Chrysopogon - Clausospicula - Cleistachne - Coix - Cyathorhachis - Cymbopogon - Dichanthium - Digastrium - Diheteropogon - Dimeria - Elionurus - Elymandra - Eremochloa - Erianthus - Eriochrysis - Euclasta - Eulalia - Eulaliopsis - Exotheca - Germainia - Glyphochloa - Hemarthria - Hemisorghum - Heteropogon - Homozeugos - Hyparrhenia - Hyperthelia - Imperata - Ischaemum - Iseilema - Kerriochloa - Lasiurus - Lophopogon - Loxodera - Manisuris - Microstegium - Miscanthus - Mnesithea - Monocymbium - Ophiuros - Oxyrhachis - Parahyparrhenia - Phacelurus - Pogonachne - Pogonatherum - Polliniopsis - Polytoca - Polytrias - Pseudanthistiria - Pseudodichanthium - Pseudopogonatherum - Pseudosorghum - Rhytachne - Rottboellia - Rubimons - Saccharum - Schizachyrium - Sclerachne - Sclerostachya - Sehima - Sorghastrum - Sorghum - Spathia - Spodiopogon - Thaumastochloa - Thelepogon - Themeda - Trachypogon - Trilobachne - Triplopogon - Tripsacum - Urelytrum - Vossia - Zea |
| Arundinelleae      | Arundinella - Chandrasekharania - Danthoniopsis - Dilophotriche - Garnotia - Gilgiochloa - Jansenella - Loudetia - Loudetiopsis - Trichopteryx - Tristachya - Zonotriche |
| Gynerieae          | Gynerium |
| Hubbardieae        | Hubbardia |
| Isachneae          | Coelachne - Heteranthoecia - Isachne - Limnopoa - Sphaerocaryum |
| Paniceae           | Achlaena - Acritochaete - Acroceras - Alexfloydia - Alloteropsis - Altoparadisium - Amphicarpum - Ancistrachne - Anthaenantiopsis - Anthenantia - Anthephora - Arthragrostis - Arthropogon - Axonopus - Baptorhachis - Brachiaria - Calyptochloa - Canastra - Cenchrus - Centrochloa - Chaetium - Chaetopoa - Chamaeraphis - Chlorocalymma - Cleistochloa - Cliffordiochloa - Cyphochlaena - Cyrtococcum - Dallwatsonia - Dichanthelium - Digitaria - Dissochondrus - Eccoptocarpha - Echinochloa - Echinolaena - Entolasia - Eriochloa - Gerritea - Holcolemma - Homolepis - Homopholis - Hydrothauma - Hygrochloa - Hylebates - Hymenachne - Ichnanthus - Ixophorus - Lasiacis - Lecomtella - Leucophrys - Louisiella - Megaloprotachne - Megathyrsus - Melinis - Mesosetum - Microcalamus - Neurachne - Odontelytrum - Ophiochloa - Oplismenopsis - Oplismenus - Oryzidium - Otachyrium - Ottochloa - Panicum - Paractaenum - Paraneurachne - Paratheria - Paspalum - Pennisetum - Plagiantha - Poecilostachys - Pseudechinolaena - Pseudochaetochloa - Pseudoraphis - Reimarochloa - Reynaudia - Sacciolepis - Scutachne - Setaria - Setariopsis - Snowdenia - Spheneria - Spinifex - Steinchisma - Stenotaphrum - Stereochlaena - Streptolophus - Streptostachys - Taeniorhachis - Tarigidia - Tatianyx - Thrasya - Thrasyopsis - Thuarea - Thyridachne - Thyridolepis - Trachys - Tricholaena - Triscenia - Uranthoecium - Urochloa - Whalleya - Whiteochloa - Xerochloa - Yakirra - Yvesia - Zygochloa |
| Steyermarkochloeae | Arundoclaytonia - Steyermarkochloa |

### *Referência:Taxonomy Browser NCBI
| Tribos             | Principais gêneros |
| ------------------ | --- |
| Andropogoneae      | Andropogon, Apluda, Arthraxon, Bothriochloa, Capillipedium, Chionachne, Chrysopogon, Coelorachis, Coix, Cymbopogon, Dichanthium, Elionurus, Erianthus, Euclasta, Eulalia, Hackelochloa, Hemarthria, Heteropogon, Hyparrhenia, Hyperthelia, Imperata, Ischaemum, Iseilema, Microstegium, Miscanthus, Narenga, Phacelurus, Pogonatherum, Rottboellia, Saccharum, Schizachyrium, Sorghastrum, Sorghum, Spodiopogon, Themeda, Trachypogon, Triarrhena, Tripsacum, Vetiveria, Zea |
| Arundinelleae      | Arundinella, Loudetiopsis, Tristachya. |
| Paniceae           | Acroceras, Alloteropsis, Altoparadisium, Anthaenantiopsis, Apochloa, Arthropogon, Axonopus, Brachiaria, Canastra, Cenchrus, Chaetium, Cyphonanthus, Cyrtococcum, Dichanthelium, Digitaria, Echinochloa, Echinolaena, Entolasia, Eriochloa, Homolepis, Homopholis, Hopia, Hymenachne, Ichnanthus, Ixophorus, Lasiacis, Leptocoryphium, Melinis, Mesosetum, Neurachne, Ophiochloa, Oplismenopsis, Oplismenus, Otachyrium, Ottochloa, Panicum Paspalidium, Paspalum, Pennisetum, Phanopyrum, Plagiantha, Poecilostachys, Pseudechinolaena, Pseudoraphis, Renvoizea, Rhynchelytrum, Sacciolepis, Setaria, Spinifex, Steinchisma, Stenotaphrum, Streptostachys, Tatianyx, Thrasya, Tricholaena, Urochloa, Zuloagaea, Zygochloa |
| Steyermarkochloeae | Arundoclaytonia |
| Tristachydeae      | Loudetia |